# I believe in you (Don Williams)
I believe in you is een countrylied dat werd geschreven door Roger Cook en Sam Hogin.
Het werd voor het eerst uitgevoerd door Don Williams die het in 1980 op een single uitbracht. Op de B-kant verscheen het nummer It only rains on me dat werd geschreven door Bob McDill.
Het kwam in de VS en Canada op nummer 1 van de countryhitlijsten terecht en bereikte ook andere hitlijsten, zoals de Vlaamse Top 30 en de Nederlandse Top 40 in 1981.
Het lied werd gecoverd door onder meer de Bobby Setter Band met Karin Setter (1986), Toni Willé (1989), Bette Midler (1995) en Patti Page (2001). Verder verscheen er nog een versie in het Frans van Nana Mouskouri, genaamd Je crois en nous (1984).

## Hitnoteringen

### Nederlandse Top 40
| Hitnotering: week 17-01-1981 t/m 28 februari 1981 | Hitnotering: week 17-01-1981 t/m 28 februari 1981 | Hitnotering: week 17-01-1981 t/m 28 februari 1981 | Hitnotering: week 17-01-1981 t/m 28 februari 1981 | Hitnotering: week 17-01-1981 t/m 28 februari 1981 | Hitnotering: week 17-01-1981 t/m 28 februari 1981 | Hitnotering: week 17-01-1981 t/m 28 februari 1981 | Hitnotering: week 17-01-1981 t/m 28 februari 1981 | Hitnotering: week 17-01-1981 t/m 28 februari 1981 |
| Week:                                             | 1                                                 | 2                                                 | 3                                                 | 4                                                 | 5                                                 | 6                                                 | 7                                                 |                                                   |
| ------------------------------------------------- | ------------------------------------------------- | ------------------------------------------------- | ------------------------------------------------- | ------------------------------------------------- | ------------------------------------------------- | ------------------------------------------------- | ------------------------------------------------- | ------------------------------------------------- |
| Positie:                                          | 35                                                | 31                                                | 28                                                | 24                                                | 23                                                | 32                                                | 39                                                | uit                                               |

### NederlandseNationale Hitparade
| Hitnotering: 24-01-1981 t/m 07-03-1981 | Hitnotering: 24-01-1981 t/m 07-03-1981 | Hitnotering: 24-01-1981 t/m 07-03-1981 | Hitnotering: 24-01-1981 t/m 07-03-1981 | Hitnotering: 24-01-1981 t/m 07-03-1981 | Hitnotering: 24-01-1981 t/m 07-03-1981 | Hitnotering: 24-01-1981 t/m 07-03-1981 | Hitnotering: 24-01-1981 t/m 07-03-1981 | Hitnotering: 24-01-1981 t/m 07-03-1981 |
| Week:                                  | 1                                      | 2                                      | 3                                      | 4                                      | 5                                      | 6                                      | 7                                      |                                        |
| -------------------------------------- | -------------------------------------- | -------------------------------------- | -------------------------------------- | -------------------------------------- | -------------------------------------- | -------------------------------------- | -------------------------------------- | -------------------------------------- |
| Positie:                               | 47                                     | 38                                     | 21                                     | 28                                     | 29                                     | 36                                     | 46                                     | uit                                    |

### VlaamseBRT Top 30
| Hitnotering: 07-02-1981 t/m 21-03-1981 | Hitnotering: 07-02-1981 t/m 21-03-1981 | Hitnotering: 07-02-1981 t/m 21-03-1981 | Hitnotering: 07-02-1981 t/m 21-03-1981 | Hitnotering: 07-02-1981 t/m 21-03-1981 | Hitnotering: 07-02-1981 t/m 21-03-1981 | Hitnotering: 07-02-1981 t/m 21-03-1981 | Hitnotering: 07-02-1981 t/m 21-03-1981 | Hitnotering: 07-02-1981 t/m 21-03-1981 |
| Week:                                  | 1                                      | 2                                      | 3                                      | 4                                      |                                        | 5                                      | 6                                      |                                        |
| -------------------------------------- | -------------------------------------- | -------------------------------------- | -------------------------------------- | -------------------------------------- | -------------------------------------- | -------------------------------------- | -------------------------------------- | -------------------------------------- |
| Positie:                               | 25                                     | 21                                     | 24                                     | 29                                     | uit                                    | 28                                     | 30                                     | uit                                    |

### VlaamseUltratop 50
| Hitnotering: 31-01-1981 t/m 21-03-1981 | Hitnotering: 31-01-1981 t/m 21-03-1981 | Hitnotering: 31-01-1981 t/m 21-03-1981 | Hitnotering: 31-01-1981 t/m 21-03-1981 | Hitnotering: 31-01-1981 t/m 21-03-1981 | Hitnotering: 31-01-1981 t/m 21-03-1981 | Hitnotering: 31-01-1981 t/m 21-03-1981 | Hitnotering: 31-01-1981 t/m 21-03-1981 | Hitnotering: 31-01-1981 t/m 21-03-1981 | Hitnotering: 31-01-1981 t/m 21-03-1981 |
| Week:                                  | 1                                      | 2                                      | 3                                      | 4                                      | 5                                      | 6                                      | 7                                      | 8                                      |                                        |
| -------------------------------------- | -------------------------------------- | -------------------------------------- | -------------------------------------- | -------------------------------------- | -------------------------------------- | -------------------------------------- | -------------------------------------- | -------------------------------------- | -------------------------------------- |
| Positie:                               | 39                                     | 31                                     | 23                                     | 23                                     | 26                                     | 29                                     | 33                                     | 36                                     | uit                                    |

### Andere landen
| Hitlijsten (1980)                            | Piekpositie |
| -------------------------------------------- | ----------- |
| Billboard Hot 100 (VS)                       | 24          |
| Hot Country Singles (VS, countryhitlijst)    | 1           |
| RPM Country Tracks (Canada, countryhitlijst) | 1           |
| Singles Chart (Nieuw-Zeeland)                | 4           |
| Kent Music Report (Australië)                | 20          |